# Åsa Persson (konståkare)
För artiklar om andra personer vid namn Åsa Persson, se Åsa Persson
Åsa Persson, född 17 oktober 1983, är en svensk konståkare.
Hon blev svensk mästare 2003 och har även deltagit i EM och VM. Hösten 2008 deltog hon i TV4:s program Stjärnor på is som partner till Christian "Kicken" Lundqvist.